# Emory C. Swank
Emory Coblentz „Coby“ Swank (* 29. Januar 1922 in Frederick, Maryland; † 3. Juni 2010 in Oberlin, Ohio) war ein US-amerikanischer Diplomat, der zwischen 1970 und 1973 Botschafter in Kambodscha war.

## Leben
Emory Coblentz „Coby“ Swank begann nach dem Schulbesuch ein grundständiges Studium am Franklin & Marshall College in Lancaster, das er 1942 mit einem Bachelor of Arts (BA) beendete. Ein darauf folgendes postgraduales Studium an der Harvard University schloss er mit einem Master of Arts (MA) ab. Während des Studiums wurde er Mitglied der akademischen Ehrengesellschaft Phi Beta Kappa sowie der studentischen Verbindung Sigma Pi.  Danach leistete er während des Zweiten Weltkrieges leistete er von 1943 bis 1946 Militärdienst in der US Army und wurde während dieser Zeit mit der Bronze Star Medal ausgezeichnet. Nach seinem Ausscheiden aus dem Militärdienst trat er 1946 als Foreign Service Officer in den diplomatischen Dienst des Außenministeriums (US Department of State) und war anfangs von 1946 bis 1948 Vizekonsul in Shanghai sowie anschließend zwischen 1948 und 1949 Vizekonsul in Qingdao. Im Anschluss fungierte er von 1949 bis 1950 als Vizekonsul an der Botschaft in den Niederlanden sowie zwischen 1950 und 1952 Zweiter Sekretär und Vizekonsul an der Botschaft in Indonesien. 1953 wechselte er als Politischer Referent an die Botschaft in der Sowjetunion und war dort bis 1955 tätig, ehe er zwischen 1955 und 1957 Referent für Nachrichtendienstforschung im Außenministerium war. 
Daraufhin war Swank 1957 kurzzeitig stellvertretender Leiter des Referats Sowjetunion- und Osteuropa-Forschung des Außenministeriums sowie zwischen 1957 und 1960 Botschaftsrat an der Gesandtschaft in Rumänien. Er war zwischen 1964 und 1966 Ständiger Vertreter des Botschafters in Laos sowie von 1967 bis 1969 Ständiger Vertreter des Botschafters in der Sowjetunion. Nach seiner Rückkehr fungierte er zwischen 1969 und 1970 als Deputy Assistant Secretary of State for European Affairs und damit als stellvertretender Leiter der Unterabteilung für Europa im US-Außenministerium. Am 1. September 1970 wurde er zum Botschafter in Kambodscha ernannt und übergab dort am 15. September 1970 seine Akkreditierung. Kurz nach seiner Ankunft in Kambodscha überlebte er am 7. September 1970 ein Attentat, als jemand eine Bombe mit einem Fahrrad auf sein Auto rollte, aus dem er noch nicht ausgestiegen war. Er wusste erst einige Stunden später von dem Versuch. Er verblieb als Botschafter nach Ausrufung der Republik Khmer am 9. Oktober 1970, wobei keine offizielle Akkreditierung erfolgte. Am 5. September 1973 wurde er als Botschafter abberufen und erst am 5. April 1974 durch John Gunther Dean abgelöst. Er war danach noch von 1973 bis 1975 Politischer Berater des Atlantic Command der NATO und schied daraufhin aus dem diplomatischen Dienst.
Daraufhin engagierte sich „Coby“ Swank von 1977 bis 1987 als Präsident des Cleveland Council on World Affairs sowie zeitweilig auch für den Council on Foreign Relations (CFR). Er war seit Mai 1949 bis zu deren Tode 1998 mit Margaret Katherine Whiting (1923–1998) verheiratet. Nach seinem Tode wurde er auf dem Christ Reformed Cemetery in Middletown beigesetzt.